# Đạp huyết tầm mai
Đạp huyết tầm mai (tiếng Trung: 踏血寻梅; tiếng Anh: Port of Call) là bộ phim điện ảnh thể loại tội phạm, giật gân của Hồng Kông năm 2015, được biên kịch, biên tập và đạo diễn bởi Ông Tử Quang (翁子光 - Philip Yung) với các diễn viên Quách Phú Thành, Xuân Hạ, Bạch Chỉ, Đàm Diệu Văn; phim dựa theo vụ án Vương Gia Mai năm 2008. Đạp huyết tầm mai là bộ phim bế mạc Liên hoan phim quốc tế Hồng Kông lần thứ 39 ngày 6 tháng 4 năm 2015. Phim được công chiếu tại Hồng Kông từ ngày 3 tháng 12 năm 2015.
Đạp huyết tầm mai thắng 7 giải trong số 13 đề cử tại Giải thưởng Điện ảnh Hồng Kông lần thứ 35; phim còn chiến thắng và đề cử tại Giải Kim Mã, Giải hiệp hội phê bình phim Hồng Kông  và Giải thưởng phim Châu Á. Phim được lựa chọn đại diện Hồng Kông cho hạng mục mục Phim nói tiếng nước ngoài xuất sắc tại giải Oscar lần thứ 89, nhưng không được đề cử.

## Nội dung
Dựa theo Vụ sát hại Vương Gia Mai

## Phân vai
- Quách Phú Thành vai Thanh tra Tang Văn Hào
- Kim Yến Linh vai Mỹ Phượng (mẹ Vương Gia Mai)
- Đàm Diệu Văn vai Yên Sạn
- Lý Tuấn Kiệt (Xuân Hạ) vai Vương Gia Mai
- Lăng Chí Hào (Bạch Chỉ) vai Đinh Tử Thông
- Thái Khiết vai Lý Mộ Dung
- Thiệu Mỹ Kỳ vai Giám sát cao cấp La
- Dương Thi Mẫn (Hà Đầu) vai Cảnh Hoa (Flora)
- Lý Dự Phi vai Vương Giai Lê (em Vương Gia Mai)
- Lý Giật Lãng (Don Li) vai Trai bao "bốn mắt"
- Viên Hạo Dương vai Thần đồng Khai
- Đàm Bỉnh Văn vai Bố dượng của Vương Gia Mai)
- Thái Bảo vai Ông Vương (bố Vương Gia Mai)
- Trần Lệ Vân vai Mẹ vợ của hàng xóm Đinh Tử Thông
- Lương Tiểu Băng vai Vợ Tang

## Sản xuất
Đạp huyết tầm mai bấm máy từ ngày 1 tháng 9  và đóng máy ngày 26 tháng 9 năm 2014, tại Hồng Kông. Để vào vai thanh tra Tang, Quách Phú Thành đã nuôi râu tóc, nhuộm màu và giảm chế độ tập gym.

## Phát hành
Đạp huyết tầm mai ra mắt trong buổi bế mạc Liên hoan phim quốc tế Hồng Kông ngày 6 tháng 4 năm 2015 với bản cắt của đạo diễn dài 120 phút. Phim sau đó được chông chiếu tại Hồng Kông từ ngày 3 tháng 12 năm 2015 với hai phiên bản; bản cắt của đạo diễn dài 120 phút được xếp hạng phim cấp 3, và bản chính thức dài 98 phút được xếp hạng 2B (IIB-rated).

## Đề cử và giải thưởng
| Đề cử và giải thưởng                                    | Đề cử và giải thưởng | Đề cử và giải thưởng                                                      | Đề cử và giải thưởng |
| Sự kiện                                                 | Hạng mục | Đối tượng nhận giải                                                       | Kết quả              |
| ------------------------------------------------------- | --- | ------------------------------------------------------------------------- | -------------------- |
| Giải thưởng Điện ảnh Hồng Kông lần thứ 35               | Phim hay nhất | Đạp huyết tầm mai                                                         | Đề cử                |
| Giải thưởng Điện ảnh Hồng Kông lần thứ 35               | Đạo diễn xuất sắc | Ông Tử Quang                                                              | Đề cử                |
| Giải thưởng Điện ảnh Hồng Kông lần thứ 35               | Nam diễn viên chính xuất sắc | Quách Phú Thành                                                           | Đoạt giải            |
| Giải thưởng Điện ảnh Hồng Kông lần thứ 35               | Nữ diễn viên chính xuất sắc | Xuân Hạ                                                                   | Đoạt giải            |
| Giải thưởng Điện ảnh Hồng Kông lần thứ 35               | Nữ diễn viên phụ xuất sắc | Kim Mỹ Yến                                                                | Đoạt giải            |
| Giải thưởng Điện ảnh Hồng Kông lần thứ 35               | Nam diễn viên phụ xuất sắc | Lăng Chí Hào                                                              | Đoạt giải            |
| Giải thưởng Điện ảnh Hồng Kông lần thứ 35               | Diễn viên mới xuất sắc | Lăng Chí Hào                                                              | Đoạt giải            |
| Giải thưởng Điện ảnh Hồng Kông lần thứ 35               | Diễn viên mới xuất sắc | Xuân Hạ                                                                   | Đề cử                |
| Giải thưởng Điện ảnh Hồng Kông lần thứ 35               | Kịch bản xuất sắc | Ông Tử Quang                                                              | Đoạt giải            |
| Giải thưởng Điện ảnh Hồng Kông lần thứ 35               | Quay phim xuất sắc | Christopher Doyle                                                         | Đoạt giải            |
| Giải thưởng Điện ảnh Hồng Kông lần thứ 35               | Biên tập phim xuất sắc | Liêu Khánh Tùng (bản cắt đạo diễn), Hoàng Hải, Ông Tử Quang, Chu Gia Giật | Đề cử                |
| Giải thưởng Điện ảnh Hồng Kông lần thứ 35               | Nhạc phim gốc xuất sắc | Đinh Khả                                                                  | Đề cử                |
| Giải thưởng Điện ảnh Hồng Kông lần thứ 35               | Bài hát phim gốc xuất sắc | Song: Bóng tối trên biển (漆黑的海上) Sáng tác và thể hiện: Đinh Khả      | Đề cử                |
| Giải Kim Mã lần thứ 52                                  | Phim dài xuất sắc | Đạp huyết tầm mai                                                         | Đề cử                |
| Giải Kim Mã lần thứ 52                                  | Kịch bản gốc xuất sắc | Ông Tử Quang                                                              | Đề cử                |
| Giải Kim Mã lần thứ 52                                  | Nam diễn viên chính xuất sắc | Quách Phú Thành                                                           | Đề cử                |
| Giải Kim Mã lần thứ 52                                  | Nữ diễn viên phụ xuất sắc | Kim Yến Linh                                                              | Đề cử                |
| Giải Kim Mã lần thứ 52                                  | Nam diễn viên phụ xuất sắc | Lăng Chí Hào                                                              | Đoạt giải            |
| Giải Kim Mã lần thứ 52                                  | Diễn viên mới xuất sắc\|style="background: #FDD; color: black; vertical-align: middle; text-align: center; " class="no table-no2"\|Đề cử | Lăng Chí Hào                                                              |                      |
| Giải Kim Mã lần thứ 52                                  | Xuân Hạ | Đề cử                                                                     |                      |
| Giải Kim Mã lần thứ 52                                  | Quay phim xuất sắc | Christopher Doyle                                                         | Đề cử                |
| Giải Kim Mã lần thứ 52                                  | Bài hát gốc xuất sắc | Song: Bóng đen trên biển (漆黑的海上) Sáng tác và thể hiện: Đinh Khả      | Đề cử                |
| Giải thưởng Hiệp hội phê bình phim Hồng Kông lần thứ 22 | Phim điện ảnh xuất sắc | Đạp huyết tầm mai                                                         | Đoạt giải            |
| Giải thưởng Hiệp hội phê bình phim Hồng Kông lần thứ 22 | Đạo diễn xuất sắc | Ông Tử Quang                                                              | Đề cử                |
| Giải thưởng Hiệp hội phê bình phim Hồng Kông lần thứ 22 | Kịch bản xuất sắc | Ông Tử Quang                                                              | Đề cử                |
| Giải thưởng Hiệp hội phê bình phim Hồng Kông lần thứ 22 | Nam diễn viên xuất sắc | Quách Phú Thành                                                           | Đề cử                |
| Giải thưởng Hiệp hội phê bình phim Hồng Kông lần thứ 22 | Nam diễn viên xuất sắc | Lăng Chí Hào                                                              | Đoạt giải            |
| Giải thưởng Hiệp hội phê bình phim Hồng Kông lần thứ 22 | Nữ diễn viên xuất sắc | Xuân Hạ                                                                   | Đoạt giải            |
| Giải thưởng phim Châu Á lần thứ 10                      | Biên kịch xuất sắc | Ông Tử Quang                                                              | Đề cử                |
| Giải thưởng phim Châu Á lần thứ 10                      | Nam diễn viên phụ xuất sắc | Lăng Chí Hào                                                              | Đề cử                |
| Giải thưởng phim Châu Á lần thứ 10                      | Diễn viên mới xuất sắc | Xuân Hạ                                                                   | Đề cử                |
| Giải thưởng phim Châu Á lần thứ 10                      | Quay phim xuất sắc | Christopher Doyle                                                         | Đề cử                |
| Giải thưởng phim Châu Á lần thứ 10                      | Biên tập xuất sắc | Liêu Khánh Tùng (bản cắt đạo diễn), Hoàng Hải, Ông Tử Quang, Chu Gia Giật | Đoạt giải            |
| Liên hoan phim giả tưởng quốc tế Bucheon lần thứ 19     | Nữ diễn viên xuất sắc | Xuân Hạ                                                                   | Đoạt giải            |
| Liên hoan phim giả tưởng quốc tế Bucheon lần thứ 19     | Best of Bucheon | Ông Tử Quang                                                              | Đoạt giải            |
| Liên hoan phim giả tưởng quốc tế Bucheon lần thứ 19     | Special Mention | Đạp huyết tầm mai                                                         | Đoạt giải            |
| Sổ tay Điện ảnh trẻ Giải thưởng phim Hoa ngữ lần thứ 7  | Top 10 phim Hoa ngữ | Đạp huyết tầm mai                                                         | Đoạt giải            |
| Sổ tay Điện ảnh trẻ Giải thưởng phim Hoa ngữ lần thứ 7  | Đạo diễn của năm | Ông Tử Quang                                                              | Đề cử                |
| Sổ tay Điện ảnh trẻ Giải thưởng phim Hoa ngữ lần thứ 7  | Biên kịch của năm | Ông Tử Quang                                                              | Đề cử                |
| Sổ tay Điện ảnh trẻ Giải thưởng phim Hoa ngữ lần thứ 7  | Nam diễn viên của năm | Quách Phú Thành                                                           | Đoạt giải            |
| Sổ tay Điện ảnh trẻ Giải thưởng phim Hoa ngữ lần thứ 7  | Nam diễn viên phụ xuất sắc | Lăng Chí Hào                                                              | Đề cử                |
| Sổ tay Điện ảnh trẻ Giải thưởng phim Hoa ngữ lần thứ 7  | Diễn viên mới của năm | Lăng Chí Hào                                                              | Đề cử                |
| Sổ tay Điện ảnh trẻ Giải thưởng phim Hoa ngữ lần thứ 7  | Diễn viên mới của năm | Xuân Hạ                                                                   | Đoạt giải            |
| Liên hoan phim Châu Á tại New York lần thứ 13           | Giải Ngôi sao Châu Á | Quách Phú Thành                                                           | Đoạt giải            |